# Eusarca confusaria
Eusarca confusaria là một loài bướm đêm trong họ Geometridae.